# Jüdischer Friedhof (Lavelsloh)
Der Jüdische Friedhof Lavelsloh ist ein jüdischer Friedhof im Ortsteil Lavelsloh des Fleckens Diepenau (Samtgemeinde Uchte, Landkreis Nienburg/Weser, Niedersachsen). Er ist ein geschütztes Kulturdenkmal.
Auf dem Friedhof im Flurstück 75 in der Flur 10, der wohl um 1800 angelegt wurde, befinden sich 12 Gräber und 29 Grabsteine für jüdische Verstorbene aus Diepenau bis zum Jahr 1934.

## Geschichte
Der Friedhof wurde 1895 neu eingefriedet. Im Januar 1939 wurde er aufgrund einer Verfügung des Regierungspräsidenten geschlossen. 1956 wurde er instand gesetzt, seit 1959 befindet er sich im Besitz des Landesverbandes der Jüdischen Gemeinden von Niedersachsen.